# Stan (biblický pojem)
 Stan je v Novém Zákoně používán jako popis místa, kde přebývá lidské „já“.

## Stan - novozákonní použití

### Pohled Pavlův
Podle novozákonní části Bible má naše pozemské přebývání stan. Pavel mluví o sobě jako o jednom ze skupiny křesťanů. Ti, kdo patří k této skupině podle Pavla sténají v tomto stanu a touží si obléci příbytek, který je od Boha, ne rukou postavený, ale z nebe.

### Pohled Petrův
Petr také sebe vnímá jako jakési „já“, přebývající ve stanu. Petr spojuje stan se svým tělem.
| „                            | ...neboť vím, že stan mého těla bude brzy složen, jak mi oznámil náš Pán Ježíš Kristus. | “ |
| — Bible, 2. list Petrův 1:14 |                                                                                         |   |

## Odkaz pro současnost
Z těchto biblických veršů vyplývá, že „já“ a stan není jedno a totéž, že stan ve kterém naše „já“ přebývají v tomto světě, bude stržen, ale „já“ obleče nový příbytek, který nebude rukou postavený, ale bude to příbytek od Boha, v nebesích.